# The Kinslayer
«The Kinslayer» (с англ. «Убийца сородичей») — сингл из альбома Wishmaster финской симфо-пауэр-метал-группы Nightwish. Песня рассказывает о резне в школе американского штата Колорадо.

## Список композиций
1. «The Kinslayer» — 3:59

## Участники
- Туомас Холопайнен — композитор, клавишные
- Эмппу Вуоринен — гитара
- Юкка Невалайнен — ударные
- Тарья Турунен — вокал
- Сами Вянскя — бас-гитара